# Henriette Auegg
Henriette Auegg (* 22. Juli 1841 in Linz; † 24. November 1912 in Graz) war eine österreichische Schriftstellerin, Erzieherin und Pflegerin. Sie verfasste zahlreiche Werke über die Krankenpflege.

## Familie
Henriette Aueggs Vater entstammte einer oberösterreichischen Gutsbesitzersfamilie, deren Vorfahren zum Herrenstand der Schweiz gehörten. Ihre Mutter war die Porträtmalerin Eleonore Auegg, geb. Dilg (1811–1890). Sie entstammte der Wiener Künstlerfamilie Adamberger. Auegg war die Nichte des Historikers Alfred Ritter von Arneth, dessen Mutter Antonie Adamberger die Verlobte Theodor Körners gewesen war.

## Leben
Henriette Auegg erhielt ihre Erziehung durch ihre Eltern und lernte ab ihrem zwölften Lebensjahr autodidaktisch, da ihre Eltern ihr aus finanziellen Gründen keinen Schulbesuch ermöglichen konnten. Im Alter von 18 Jahren wurde sie Erzieherin von Ignaz Attems, Sohn des Grafen Ferdinand Attems, und ging mit der Familie im Sommer 1861 nach Graz, wo sie als Gesellschafterin, aber auch als Hausarzt tätig war.
Von 1861 bis 1879 widmete sich Auegg neben ihrem Beruf medizinischen und theologischen Studien und war als Armenpflegerin aktiv. Zudem veröffentlichte sie Märchen und Novellen in österreichischen Tagesblättern und der Elberfelder Zeitung. Im Jahr 1877 verfasste sie ihr Werk Krankenpflege als Unterrichtsgegenstand, das ihr das Interesse humanitärer Vereine einbrachte. Sie zitierte in diesem Werk das ein Jahr zuvor erschienene Krankenpflegelehrbuch der Sorbin Marie Simon. Auegg hielt in den Folgejahren Vorträge zu medizinischen Fragen. Sie wurde 1878 in den Ausschuss des Österreichischen Roten Kreuzes gewählt und erhielt 1895 eine Stelle in der Bundesleitung der österreichischen „Gesellschaft vom Roten Kreuze“ in Wien. Sie engagierte sich in zahlreichen Vereinen in Graz und war die Präsidentin des 1891 gegründeten „Hilfsvereines für Lehrerinnen, Erzieherinnen und Bonnen“ in Graz, der bis 1920 bestand. Sie veröffentlichte Essays und Feuilletons in lokalen Zeitungen. Auegg wirkte auch als Ärztin und behandelte die Armen kostenfrei „nach homöopathischem und hydropathischem Systeme, zwar ohne Diplom, aber stillschweigend geduldet.“ Für ihr karitatives Engagement wurde Auegg mit dem Elisabeth-Orden ausgezeichnet.
Auegg starb im Palais Attems und wurde am Friedhof St. Leonhard begraben.

## Werke
- Die Krankenpflege als Unterrichtsgegenstand. Ein Beitrag zur weiblichen Erziehung. Hesse, Graz 1877. (Digitalisat)
- Über den Wert der Allgemeinbildung für die Frauen (1882)
- Sechs Vorträge über weibliche Krankenpflege. Gehalten im Frühjahre 1878 zu Gunsten des Grazer mädchen-Lyzeums. Scharpf, Graz 1878. (Digitalisat)
- Die Elberfelder Armenpflege und die Frauen. Vortrag gehalten am zweiten Leseabend des Kindergartenvereines in Graz am 12. December 1894. Styria, Graz 1895.
- Pro und contra Vater Kneipp.[4]
- Gemütlichkeit. Über das Wesen der Gemütlichkeit vom sprachlichen und erziehlichen Standpunkte aus. Selbstverlag, Graz 1909.
- Die wissenschaftliche Schulung der Frauen für Hygiene und Krankenpflege (1910)